# Harry Antrim
Pour les articles homonymes, voir Antrim.
Harry Antrim, né le 27 août 1884 à Chicago (Illinois), et mort le 18 janvier 1967 à Hollywood, est un acteur américain.

## Filmographie partielle
- 1947 : Miracle sur la 34e rue (Miracle on 34th Street) de George Seaton : R. H. Macy
- 1948 : Acte de violence (Act of Violence) de Fred Zinnemann : Fred Finney
- 1948 : Haute Pègre (Larceny) de George Sherman
- 1948 : Vivons un peu (Let's Live a Little) de Richard Wallace
- 1949 : N'oubliez pas la formule (Free for All) de Charles Barton :  M. Whiting
- 1949 : L'Intrus (Intruder in the Dust) de Clarence Brown : Mr Tubbs
- 1949 : L'Héritière (The Heiress) de William Wyler : M. Abeel
- 1949 : L'Homme de main (Johnny Allegro) de Ted Tetzlaff
- 1950 : Chaînes du destin (No Man Of Her Own) de Mitchell Leisen : Ty Winthrop
- 1950 : La Rue de la mort (Side Street) d'Anthony Mann : M. Malby
- 1950 : La Porte du diable (Devil's Doorway) d'Anthony Mann : Le Dr MacQuillan
- 1950 : Parade du rythme (I'll Get By) de Richard Sale : Mr Olinville
- 1951 : Monsieur Belvédère fait sa cure (Mr. Belvedere Rings the Bell) de Henry Koster : l'Évêque Daniels (non crédite)
- 1951 : La Femme de mes rêves (I'll See You in My Dreams) de Michael Curtiz : M. LeBoy
- 1954 : Terreur à l'ouest (The Bounty Hunter) d'André De Toth : Dr. Spencer
- 1956 : Une Cadillac en or massif (The Solid Gold Cadillac) de Richard Quine : Alfred Metcalfe, un administrateur
- 1958 : Le Chouchou du professeur (Teacher's Pet) de George Seaton : Lloyd Crowley
- 1960 : Elmer Gantry le charlatan (Elmer Gantry) de Richard Brooks : l'homme au saloon
- 1965 : Un neveu studieux (The Monkey's Uncle) de Robert Stevenson : Regent